# Videojuego de estrategia por turnos

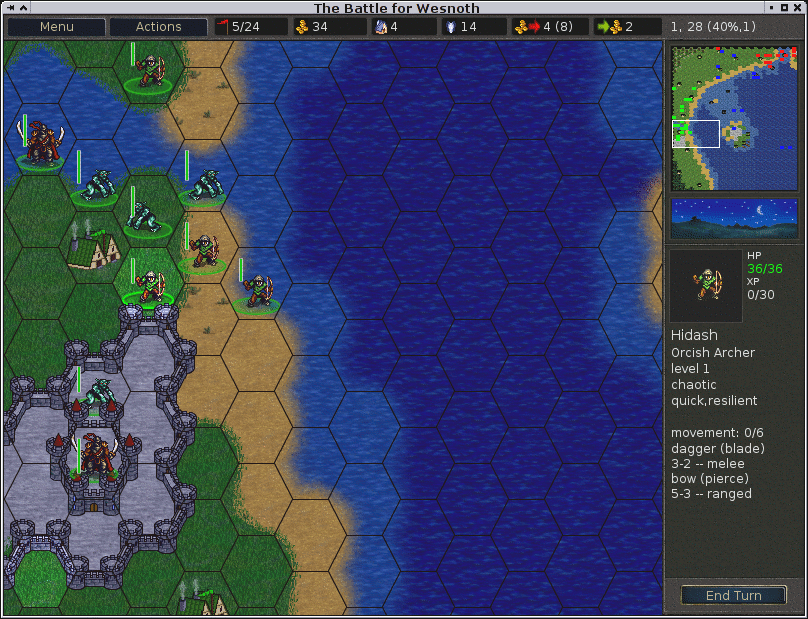
Battle for Wesnoth es un videojuego de estrategia por turnos.

Un videojuego de estrategia por turnos, también conocido por su sigla en inglés TBS (turn-based strategy), es un videojuego en el cual el flujo se particiona en partes bien definidas y visibles llamadas turnos o rondas. Por ejemplo, cuando la unidad de flujo del juego es el tiempo, los turnos representan unidades de tiempo, como años, meses, semanas, o días. Un jugador de un videojuego de estrategia por turnos dispone de un periodo de análisis antes de perpetrar la acción del juego, asegurando una separación entre el flujo del juego y el proceso de pensamiento, de manera que por turnos nos lleva presumiblemente a mejores soluciones. Una vez que cada jugador ha tomado su turno, esa ronda de juego ha terminado, y comienza la siguiente ronda de juego.
En estos el tiempo del juego no transcurre de forma continua (como sucede en un videojuego de estrategia en tiempo real), sino por turnos, de forma similar al ajedrez, damas u otros juegos de mesa.
En general, este tipo de videojuegos poseen menos acción y menor detalle gráfico que los de estrategia en tiempo real, pero a su vez permiten concentrarse más en la estrategia y depender menos de la agilidad del jugador.

## Sistemas de juego
El sistema más usual en los videojuegos de estrategia por turnos es el "IGOUGO", del inglés I go, you go (yo voy, tu vas), en el que un jugador juega su turno, mueve sus unidades y tras finalizar el turno se pasa al siguiente jugador.
Una alternativa menos común es el sistema de turnos "WeGo" (en inglés "nosotros vamos"). Las órdenes se dan por turnos pero se ejecutan simultáneamente. Se utiliza por ejemplo en algunos videojuegos de guerra tácticos (como la saga Combat Mission).

### Semi por turnos
Combinan fases en tiempo real con otras por turnos. Ejemplos de este sistema son la saga Total War o el clásico Centurion.

### Táctica hombre a hombre
En este subgénero se controlan unidades individuales. Algunos ejemplos son la saga  UFO/XCOM e Incubation o El Camino de la Gloria.

### Combate por turnos
En este subgénero, son en tiempo real, hasta que comienza el combate, en el cual: eliges a un miembro del grupo para luchar cada vez, como en los RPG clásicos; o luchas en tiempo real, pero con un enemigo cada vez, como en la saga Assassin's Creed.

### Construcción de imperios
En estos juegos se involucra tanto la administración política como militar de un imperio.
Ejemplos:
- Empire Strike
- The Battle for Wesnoth
- Civilization
- Freeciv
- FreeCol
- Master of Orion
- My Lands
- Space Empires
- Galactic Civilizations
- Master of Magic
- Heroes of Might and Magic
- Age of Wonders
- Empire: Total War
- Europa Universalis III
- Imperial Glory
- Disciples
- Romance of the Three Kingdoms

#### Videojuego de guerra
Normalmente de estrategia, tácticos u operacionales.
Ejemplos:
- Empire Strike
- Panzer General
- Steel Panthers
- TOAOW
- Panzer Campaigns
- Combat Mission
- Advance Wars
- Fire Emblem
- Final Fantasy Tactics
- Front Mission